# The Face (BoA)
The Face è il sesto album in studio della discografia giapponese della cantante sudcoreana BoA, pubblicato nel 2008.

## Tracce
1. Aggressive - 3:42
2. Sweet Impact - 5:01
3. My Way, Your Way (feat. Wise) - 4:21
4. Be with You - 5:15
5. Lose Your Mind (feat. Yutaka Furukawa) - 3:13
6. Girl in the Mirror - 3:11
7. Happy Birthday - 4:09
8. Diamond Heart - 4:10
9. Love Letter - 5:07
10. Brave - 3:57
11. ギャップにやられた！(Gyappu ni Yarareta!) - 3:42
12. Style - 3:12
13. Smile Again - 5:41
14. Beautiful Flowers - 3:30
15. Best Friend - 4:08